# Thimister-Clermont
Thimister-Clermont är en kommun i Belgien.   Den ligger i provinsen Liège och regionen Vallonien, i den östra delen av landet, 110 km öster om huvudstaden Bryssel. Antalet invånare är 5 481.
Omgivningarna runt Thimister-Clermont är en mosaik av jordbruksmark och naturlig växtlighet. Runt Thimister-Clermont är det ganska tätbefolkat, med 230 invånare per kvadratkilometer.